# Tim Meadows
Tim Meadows (numele de scenă al lui Timothy Meadows, n. 5 februarie 1961, Highland Park⁠(d), Michigan, SUA) este un actor de comedie american și unul dintre cei mai longevivi participanți la show-ul de la Saturday Night Live, unde a apărut timp de zece sezoane.

## Tinerețe și educație
Timothy Meadows Meadows s-a născut în Highland Park, Michigan, fiind fiul lui Mardell, o asistentă medicală, și al lui Lathon Meadows, un portar.  A urmat liceul Pershing din Detroit și a studiat televiziunea și radiodifuziunea la Universitatea Wayne State.

## Carieră
Meadows a început să interpreteze comedie improvizată la Salonul de Bucătărie al Soup. Startul Meadows în show-business a fost la Chicago, în calitate de membru al trupei Comedy Second City alături de viitorul star, Chris Farley . În 1991, Meadows a aterizat pe Sâmbătă noaptea Live și va continua să devină un membru al casting-ului, care a apărut în program până în anul 2000. (Meadows a fost în emisiune pentru zece anotimpuri, acesta a fost recordul pentru cea mai lungă durată a spectacolului până când a fost depășit de Darrell Hammond în 2005, al cărui record a fost de asemenea depășit de Kenan Thompson în 2017.) Lungimea lui Meadows pe spectacol a fost folosită ca un gag în trei monologuri când foștii membri ai filmei Phil Hartman și Mike Myers au revenit la spectacol pentru a găzdui, și când Alec Baldwin a găzduit pentru a douăsprezecea oară.
Meadows, de multe ori, a falsificat personalități celebre, inclusiv OJ Simpson , Michael Jackson , Tiger Woods , Oprah Winfrey și Erykah Badu pe SNL, și a remarcat o dată că nu are niciun personaj identificat cu el, cum ar fi Wayne și Garth fiind identificați cu Mike Myers și Dana Carvey . În cele din urmă, el a primit un personaj original cu Leon Phelps, "The Ladies 'Man", o gazdă permanentă de talk-show, care se credea falsă că este definiția vie a ceea ce femeile caută într-un bărbat. Personajul a fost adaptat într-un film din 2000, The Ladies Man , care a urmat încercările personajului de a găsi dragoste și o ieșire potrivită pentru programul său preferat de radio. În 2001, a jucat în trei zile ; în 2003 a apărut ca Miles McDermott în filmul The Even Stevens .
Meadows în 2008
Meadows sa mutat în curând la alte proiecte, inclusiv un rol regulat în sitcomul NBC de scurtă durată, Show Michael Richards, și un rol de sprijin în filmul The Cookout din 2004. El a jucat, de asemenea, în calitate de client al comediei NBC " The Office" în episodul " The Client " al celui de-al doilea sezon. A jucat un director de liceu în filmul Mean Girls , un film scris de Tina Fey, membru al formației SNL (și co-starring). A avut, de asemenea, o parte din albumul "Oameni albi " al școlii de modelare a băieților . În 2007, a apărut într-un rol important în filmul Walk Hard: povestea lui Dewey Cox .
Meadows a apărut în alte filme de lung metraj, printre care Coneheads , Pat și Wayne's World 2 , toate bazate pe personaje populare SNL și au avut un grad diferit de succes. Cel mai recent a fost în filmul The Benchwarmers din 2006 alături de fostul său co-star SNL , Rob Schneider și David Spade . De asemenea, a fost prezentat în Clash 's Gameshow Marathon (vara 2006), a apărut în The Colbert Report în rolul recurent al lui PK Winsome , un expert conservator și antreprenor (care a apărut la Raliul pentru a restabili sănătatea și / sau frica) a jucat în The Bill Engvall Show . A fost, de asemenea, un invitat frecvent la The Late Late Show cu Craig Ferguson ca reporter de câmp de benzi desenate. La 31 mai 2008, Meadows a aruncat o primă etapă ceremonială și a condus întinderea de-a șaptesprezecea la Wrigley Field în timpul unui joc Cubs de la Chicago împotriva Colorado Rockies.
În 2014, Meadows a jucat alături de Casey Wilson și Ken Marino în sitcomul NBC Bridger Me . El și Dan Bucatinsky au interpretat "The Kevins", tații homosexuali ai Annie (interpretați de Wilson), care sunt numiți atât Kevin. Începând din 2013, a jucat un rol recurent în sitcomul The Goldbergs din ABC , jucându-l pe domnul Glascott, consilierul de îndrumare al parintilor din liceu. În 2016, a început să joace în filmul FOX live-action / hibrid de animație Son of Zorn alături de Cheryl Hines și Jason Sudeikis . A avut de asemenea un rol recurent în Brooklyn Nine-Nine ca coleg de cameră al închisorii lui Jake Peralta.
Meadows continuă să interpreteze improvizații în Chicago și Los Angeles , cel mai frecvent la locații cum ar fi Teatrul de brigadă Improv Olympic și Upright Citizens Brigade .  Cu Heather Anne Campbell și Miles Stroth , Meadows a jucat frecvent în show-ul improvizat, Heather, Miles și Tim în Los Angeles .

## Viața personală
Din iulie 1997 până în 2005, Meadows a fost căsătorit cu Michelle Taylor, cu care are doi copii, Isiah și Julian.

## Filmografie

### Filme
| An   | Titlu                             | Rol                     | notițe                |
| ---- | --------------------------------- | ----------------------- | --------------------- |
| 1993 | Coneheads                         | Atletic Con             |                       |
| 1993 | Wayne's World 2                   | Sammy Davis Jr.         |                       |
| 1994 | E Pat                             | KVIB-FM Station Manager |                       |
| 2000 | Doamnelor                         | Leon Phelps             | De asemenea, scriitor |
| 2003 | Wasabi Tuna                       | Dave                    |                       |
| 2004 | Fete rele                         | Ron Duvall              |                       |
| 2004 | Bucătăria                         | Vărul Leroy             |                       |
| 2006 | Benchwarmers                      | Wayne                   |                       |
| 2007 | Walk Hard: Povestea lui Dewey Cox | Sam McPherson           |                       |
| 2008 | Semi profesionist                 | Cornelius Banks         |                       |
| 2009 | Aliens in the Attic               | Doug Armstrong          |                       |
| 2010 | Adulti                            | Malcolm                 |                       |
| 2011 | Jack și Jill                      | Ted                     |                       |
| 2013 | Adulti 2                          | Malcolm                 |                       |
| 2015 | Chasing Ghosts                    | Chris Brighton          |                       |
| 2015 | Trainwreck                        | Tim                     |                       |
| 2016 | Popstar: Nu te mai opri niciodată | Harry Duggins           |                       |

### Seriale
| An           | Titlu                                       | Rol                                     | notițe                                                                              |
| ------------ | ------------------------------------------- | --------------------------------------- | ----------------------------------------------------------------------------------- |
| 1991-2000    | Noaptea de sâmbătă în direct                | Caractere diferite                      | Serii regulate; 184 de episoade                                                     |
| 1997         | Spectacolul Chris Rock                      | Rev. Barnett Reed                       | Episode # 2.1; uncredited                                                           |
| 1999         | Strangeri cu bomboane                       | Percy Kittens                           | Episod: "Lăsați Freedom Ring"                                                       |
| 1999         | Olive, celălalt reni                        | Richard Stands (voce)                   | Film TV                                                                             |
| 2000         | Showul lui Michael Richards                 | Kevin Blakeley                          | Serii regulate; 7 episoade                                                          |
| 2000-2001    | TV Funhouse                                 | Diferite voci                           | 2 episoade                                                                          |
| 2001         | Al treilea ceas                             | Leroy Watkins                           | Episod: "Expunerea credinței"                                                       |
| 2001         | Trei zile                                   | Lionel îngerul                          | Film TV                                                                             |
| 2002         | Act de credinta                             | Lucas                                   | 6 episoade                                                                          |
| 2003         | Filmul Even Stevens                         | Miles McDermott                         | Film TV                                                                             |
| 2004         | Unu la unu                                  | Leroy Ballard                           | Episod: "Nu trebuie să te duci acasă ..."                                           |
| 2005         | A trăi cu Fran                              | Greg Peters                             | 3 episoade                                                                          |
| 2005         | Biroul                                      | creștin                                 | Episod: " Clientul "                                                                |
| 2006         | Toată lumea îl urăște pe Chris              | Soul Train Teacher                      | Episod: "Toată lumea urăște Corleone"                                               |
| 2006         | Lovespring International                    | Joe Reynolds                            | Episod: "Sperminatorul"                                                             |
| 2006         | Reba                                        | Steve Norris                            | Episod: "Doar afaceri"                                                              |
| 2006-2014    | Raportul Colbert                            | PK Winsome                              | recurente; 11 episoade                                                              |
| 2006         | Ajută-mă să te ajut                         | Dr. Pete "Petey" Spiller                | 3 episoade                                                                          |
| 2007         | Potrivit lui Jim                            | Dennis                                  | Episodul: "Tata Hoosier"                                                            |
| 2007         | Regulile Shredderman                        | Dle Green                               | Film TV                                                                             |
| 2007         | Îndrăzniți-vă entuziasmul                   | Hal                                     | Episod: "Câinele de șobolan"                                                        |
| 2007-2008    | Lil 'Bush                                   | Lil ' Barack (voce)                     | 11 episoade                                                                         |
| 2007-2009    | Expoziția Bill Engvall                      | Paul DuFrayne                           | Serii regulate; 23 episoade                                                         |
| 2009-2012    | Ușor de asamblat                            | Tim                                     | 5 episoade                                                                          |
| 2010-2011    | Glory Daze                                  | Profesorul Haines                       | Serii regulate; 8 episoade                                                          |
| 2010         | Amuzante sau Die Presents                   | Treceți pe Spence Raylon                | Episod: "Frații de covoare"                                                         |
| 2010         | Noile aventuri ale vechii Christine         | Dr. Volk                                | 2 episoade                                                                          |
| 2011         | Mean Girls 2                                | Ron Duvall                              | Film de televiziune                                                                 |
| 2011-2012    | Viața și Timpul lui Tim                     | Diferite voci                           | 2 episoade                                                                          |
| 2012-2014    | Suburgatory                                 | Edmond                                  | 3 episoade                                                                          |
| 2012-2015    | Domnul Box Office                           | Principalul Theodore Martin             | Serii regulate; 36 de episoade                                                      |
| 2012-2016    | Burgerul lui Bob                            | Mike Mailman (voce)                     | 14 episoade                                                                         |
| 2013         | 30 Rock                                     | Martin Lutherking                       | Episod: " Florida "                                                                 |
| 2013         | Venture Bros.                               | Wind Song (voce)                        | Episod: "Sfinxul în creștere"                                                       |
| 2013         | Comedie Bang! Bang!                         | J. Milo Beauregard                      | Episod: "David Cross poartă o rochie de polo roșie și pantofi maro cu rochii roșii" |
| 2013-2018    | Goldbergii                                  | Dl. Glascott (consilierul de orientare) | recurente; 22 episoade                                                              |
| 2014-2015    | Căsătorește-te cu mine                      | Kevin 1                                 | Serii regulate; 14 episoade                                                         |
| 2015         | Spoils înainte de a muri                    | Gary Dunhill                            | 4 episoade                                                                          |
| 2016         | În interiorul lui Amy Schumer               | Ted                                     | Episod: "Doamnă președintă"                                                         |
| 2016-2017    | Fiul lui Zorn                               | Craig                                   | Serii regulate; 13 episoade                                                         |
| 2016         | Adresați-vă StoryBots                       | Ren                                     | Episod: "De unde vine ploaia?"                                                      |
| 2016         | Tween Fest                                  | Hologramă Miles Davis                   | Episod: "Bătălia de vânt a secolului"                                               |
| 2016         | Expoziția târzie cu Stephen Colbert         | PK Winsome                              | Episodul: "Ethan Hawke / Tim Meadows / Wilco / Nile Rodgers"                        |
| 2017         | Brooklyn Nouă-Nouă                          | Caleb                                   | 2 episoade                                                                          |
| 2017-prezent | Fără activitate                             | Det. Judd Tolbeck                       | 16 episoade                                                                         |
| 2017-2018    | Omul cu un plan                             | Rudy                                    | 4 episoade                                                                          |
| 2018         | Vesti bune                                  | Avocat                                  | Episod: "The Fast Track"                                                            |
| 2018         | Detroiters                                  | Walt Worsch                             | Episod: "aprilie în D"                                                              |
| 2018         | Totul despre spălătorii                     | Se                                      | Episod: "Sip Stop Hooray"                                                           |
| 2018         | Academia de Maestru de Ski a lui Rob Riggle | Lacul comisar                           | 4 episoade                                                                          |
| 2018         | animale                                     | Orville (voce)                          | Episod: "Cai"                                                                       |
| 2019         | Schooled                                    | Principalul Glascott                    | Spin-off de Goldbergs                                                               |
| 2019         | Lucrătorii miraculoși                       | Dave Shelby                             | Episod: "6 zile"                                                                    |

### Web
| An   | Titlu                                      | Rol  | notițe     |
| ---- | ------------------------------------------ | ---- | ---------- |
| 2019 | Ryan Hansen rezolvă crimele la televiziune | Adam | 3 episoade |